# Хиракида, Коити
Коити Хиракида (яп. 開田 幸一 Хиракида Ко:ити, 7 мая 1938 — 23 сентября 1993) — японский пловец, призёр Олимпийских игр.
Коити Хиракида родился в 1938 году в городе Янагава префектуры Фукуока; окончил университет Тюо.
В 1960 году на Олимпийских играх в Риме Коити Хиракида завоевал бронзовую медаль в эстафете 4×100 м комплексным плаванием.